# 1942年中国
| 中国历史 / 中国历史年表                                                                                                   |
| 世紀： 19世纪中国 / 20世纪中国 / 21世纪中国                                                                               |
| 年代： 1910年代中国 / 1920年代中国 / 1930年代中国 / 1940年代中国 / 1950年代中国大陆 / 1960年代中国大陆 / 1970年代中国大陆 |
| 年份： 1938年中国 / 1939年中国 / 1940年中国 / 1941年中国 / 1942年中国 / 1943年中国 / 1944年中国 / 1945年中国 / 1946年中国 |
| 纪年： 壬午年（马年）、中华民国31年                                                                                       |

## 大事記

### 1月
- 1月2日——軍事委員會公布，中國軍隊已開入緬甸，協同盟軍履行防守任務；國民政府成立工作競賽委員會，隸屬國防最高委員會國民精神總動員會，谷正綱、李中襄分任正、副主任；蔣介石電覆美國總統羅斯福，允就任中國戰區盟軍最高統帥[1]:6699。
- 1月3日——同盟國宣布，推蔣介石任盟軍中國戰區（包括泰、越）最高統師，1月5日蔣介石就任中國戰區陸空聯合總司令[1]:6700。
- 1月5日——蔣介石調蔣鼎文為第一戰區司令長官，衛立煌為軍事委員會委員長西安行營主任[1]:6701。
- 1月9日——國民政府令免山東省政府主席沈鴻烈本兼各職，任命牟中珩為山東省政府主席，免河南省政府主席衛立煌本兼各職，任命李培基為河南省政府主席[1]:6706。
- 1月15日——長沙戰場日軍退過新墻河，至1月16日恢復原態勢，第三次長沙會戰結束[1]:6711。

### 2月
- 2月1日——經濟部物資局成立，下設農本局、燃料管理處和平價購銷處[1]:6725。
- 2月3日——同盟國發表公告，宣布蔣介石就任中國戰區（包括泰、𧻗）盟軍最高統帥，並任命史迪威中將為中國戰區參謀長[1]:6728。
- 2月4日——蔣介石偕宋美齡，與王寵惠、張道藩、董顯光及前英大使卡爾（己離華駐蘇）由重慶飛往印度訪問，當晚抵臘戍[1]:6729。
- 2月5日——蔣介石偕宋美齡及隨行人員由臘戍飛抵印度之加爾各答[1]:6729。
- 2月8日——蔣偕宋美齡及隨行人員由加爾各答乘火車赴新德里，2月9日抵新德里[1]:6732-6733。
- 2月12日——美國總統羅斯福簽署貨給中國5億美元法案[1]:6737。
- 2月17日——英王贈蔣介石爵位[1]:6740。
- 2月26日——行政院組成敵產處理委員會，張平群任主任委員[1]:6748。

### 3月
- 3月1日——蔣介石由昆明乘飛機至緬北臘戍，同時下令以林蔚為首之中國參謀團指導入緬作戰事宜[1]:6751。
- 3月3日——蔣介石在臘戍接見緬甸總督史密斯，交換對緬甸防務意見，又會晤韋維爾將商討戰略；國民政府任命熊式輝為軍事委員會委員[1]:6752。
- 3月4日——蔣介石與「飛虎隊」指揮官陳納德在臘戍商談空中偵察，與在緬甸使用空軍計劃，商談結束後蔣即飛返昆明；美軍中將史廸威抵達重慶，就任中國戰區美軍司令兼中國戰區參謀長[1]:6753-6754。
- 3月5日——蔣介石由昆明飛返重慶[1]:6754。
- 3月6日——蔣介石接見史迪威，史迪威轉達羅斯福總統對歐、亞戰場同等看待及美國加強對華空援之意見，並報告其到中國之使命首要是指揮在中、緬、印之美軍；中央圖書館將《四庫全書》影印本分贈英國、加拿大、印度、緬甸圖書館[1]:6755。
- 3月8日——中國遠征軍先遣第二〇〇師附騎兵團及工兵團之一部，作為先頭部隊到達緬甸同古（亦稱東瓜），3月9日接收英軍防務[1]:6756。
- 3月9日——蔣介石向美國總統羅斯福提出緊急建議：仰光陷落後，「緬甸作戢不能不重定計劃，尤其中、英兩國必須指揮統一方能收效。英軍在緬兵力只有殘餘兩個師，而我中國派往緬甸各軍皆歸史迪威指揮，其兵力總數超過英軍四倍以上，則英軍亦應歸史君指揮方為合」[1]:6757。
- 3月10日——蔣介石再次會見史迪威，並委派他擔任中國入緬部隊之指揮官，同再三說明第五、第六兩軍是中國之精銳部隊，這次入緬助戰，只能勝不能敗；如果日軍乘中國軍隊調往緬甸時從越南襲雲南，中國入緬部隊或須調回，史迪威一一允諾，次日史迪威從重慶飛緬甸[1]:6758。
- 3月15日——蔣介石調西安行營主任衛立煌任中國遠征軍第一路司令長官，遺缺派朱紹良兼任[1]:6762。
- 3月18日——史迪威從緬甸飛重慶，3月19日會見蔣介石，建議使用西湯河域之中國軍隊發動攻勢，目的在截斷仰光日軍，蔣指示中國第五、第六軍是中國精銳部隊，不允受挫，惟目下應取守勢[1]:6765。
- 3月29日——是日為革命先烈紀念日，中樞紀念周舉行紀念會，李文範報告革命歷史和革命精神；在同古，日軍陸空協同，施放毒氣，猛烈攻擊，第二〇〇師陷於苦戰，第五軍軍長杜聿明決心放棄同古，同古戰鬥歷時13日，雙方傷亡均重；陳納德奉召到重慶，與蔣介石夫婦、史迪威、畢賽爾等會商美國軍志願隊併歸美軍問題，最後同意陳納德於7月4日解散[1]:6773-6774。

### 4月
- 4月1日——史迪威返抵重慶晉見蔣介石，滙報3月19日至月底在緬甸軍事失利情況，抱怨在緬之國軍不服從他之指揮[1]:6778。
- 4月6日——蔣介石在梅曲約見緬甸英軍司令亞歷山大與史迪威兩將軍，商談戰務，指示作戰目標；國民政府財政部將整理田賦委員會改為田賦管理委員會[1]:6782。
- 4月19日——蔣介石以極沉痛之電飭宋子文向美國總統羅斯福呼籲，美國對中國與其他國家之待遇應相同[1]:6795。
- 4月25日——國民政府特任衛立煌為軍事委員會委員[1]:6803。
- 4月30日——蔣介石電令中國遠征軍將領固守畹町；史迪威、羅卓英率司令部人員轉至印度，新編第三十八師主力追隨其後，其餘部隊均失聯繫[1]:6807-6808。

### 5月
- 國民政府在重慶磁器口成立「中美種技術合作所」軍統局長戴笠任主任，美國戰略服務局遠東協調主任梅槳斯任副主任[1]:6843。
- 5月1日——國家總動員會議成立，吳鐵城、陳儀、賀耀組為常務委員，秘書處長端木愷[1]:6810。
- 5月8日——中國遠征軍第五軍軍長杜聿明奉蔣介石命布置該軍撤退回中國，杜聿明自率直屬部隊及廖耀湘新編第二十二師自印道入野人山，官兵死亡枕藉[1]:6819。
- 5月11日——日軍攻陷雲南西部騰衝[1]:6823。
- 5月15日——浙贛會戰開始[1]:6828。
- 5月25日——第十八集團軍副總參謀長左權在山西遼縣南艾舖附近十字嶺上被日軍砲彈擊中身亡，6月21日《新華日報》發表周恩來撰寫悼念文章〈左權同志精神不死！〉[1]:6836。
- 5月26日——中國遠征軍第二〇〇師師長戴安瀾在緬北茅邦村因重傷不治，10月16日國民政府追贈戴安瀾為陸軍中將，10月29日美國國會授權美國總統羅斯福頒戴安瀾懋績勳章[1]:6837。
- 5月28日——日軍攻陷金華[2]:142。

### 6月
- 6月1日——蔣介石以兼理外長身份，會見印度駐華總代表沙福萊，6月10日沙福來拜會行政院副院長孔祥熙[1]:6844。
- 6月6日——是日為工程師節，中國工程師學會、國父實業計劃研究及工程師學會重慶分會在重慶舉行紀念會[1]:6851。
- 6月9日——宋子文獲美國耶魯大學法學博士學位[1]:6854。
- 6月14日——印度國民大會黨領袖甘地致函蔣介石，對中國人民為求國家之自由與完整而英勇戰鬥與無窮犧牲，深表同情與欽佩；聲言決不致以犧牲中國自由而換取印度自由，及保證願以印度為抵抗日人侵略之基地[1]:6860。
- 6月15日——蔣介石在重慶黃山接見史迪威，史再次提出整改軍隊問題，因此議及到軍權，蔣未可置可否[1]:6860。
- 6月17日——國民政府特任萬福麟為軍事委員會委員[1]:6862。
- 6月22日——地政署在重慶成立，鄭震宇任署長，內政部地政司取消[1]:6867。
- 6月24日——蔣介石會晤史廸威，再次商談軍隊整改問題[1]:6868。
- 6月26日——史廸威謁見蔣介石，報告第十航空隊轟炸機開往開羅事，蔣對此決定甚為不滿[1]:6870。
- 6月29日——蔣介石下令撤銷中國遠征軍長官部，另建中國駐印軍總指揮部，史迪威任總指揮，羅卓英任副總指揮，駐印軍共8,000餘人，改編後在加爾各答西北之蘭姆加訓練[1]:6871。

### 7月
- 7月1日——財政部設專賣司主管各種專賣，朱偰為司長，除了鹽專賣由鹽務司統籌外[1]:6874。
- 7月7日——中共中央發表《為紀念抗戰五周年宣言》；行政院例會決議任命朱章賡為中央衛生實驗院院長[1]:6881-6882。

### 8月
- 8月10日——汪精衛政權「國民政府軍事委員會」駐武漢行營成立[1]:6908。
- 8月15日——蔣介石由重慶飛蘭州處理新疆各項問題[1]:6912。
- 8月24日——蔣介石由蘭州飛西寧，並在西北各地視察[1]:6918。
- 8月27日——是日為教師節和孔子誕辰紀念日，教育部與中央文化運動委員會舉行孔子誕辰座談會[1]:6920。

### 9月
- 9月1日——中、中、交、農四行聯合辦事總處進行改組，原在理事會下之戰時金融、戰時經濟兩委會會併為戰時金融經濟委員會，下設貼放、農貸、儲畜、滙兌4個小組；社會部勞動局成立，局長賀衷寒、副局長史維煥；是日為記者節[1]:6924-6925。
- 9月8日——國民政府授予歐震晉、張德能、陳侃、周慶祥、朱岳、方先覺、董煜、李棠三等寶鼎勳章，陳沛三等雲麾勳章，羅奇四等雲麾勳章[1]:6931。
- 9月11日——國民政府明令胡適免駐美利堅合眾國特命全權大使職，次日特任魏道明為駐美利堅合眾國特命全權大使[1]:6934。
- 9月12日——國民政府教育部聘任馬思聰為中華交響樂團團長[1]:6934。
- 9月16日——日軍占領緬甸全境，入緬中國遠征軍10萬人僅有4萬人撤回中國，大部在撤退中傷亡，第一次入緬作戰至此結束[1]:6937。

### 10月
- 10月1日——駐美大使魏道明首次拜會美國國務卿赫爾：美國總統羅斯福特別代表威爾基由蘭州飛抵成都訪問，四川省政府主席張群設歡迎茶會[1]:6947。

### 11月
- 11月1日——三民主義青年團中央團部在蔣介石私邸開最高幹部會，蔣介石、陳誠、張治中等出席，討論非中國國民黨系諸黨派之反政府活動，決定以對付中國共產黨之異黨活動辦法對付各民主黨派，11月2日閉會；湖北省政府在老河口成立鄂北行署，何紹南為主任[1]:6972。

### 12月
- 12月2日——中央黨政機關委員會舉行第一次會議，決定機關人事訓練，由中央訓練團班主任吳思豫辦理軍事部分，由中央政治學校班主任吳鐵城辦理黨政部分[1]:6999。

## 出生
- 12月21日：胡錦濤，前中國最高領導人，曾任中共中央總書記、中國國家主席、中央軍委主席等职[3]。